# Distrito de İskele
İskele es uno de los cinco distritos en los que se divide el estado de facto denominado República Turca del Norte de Chipre (RTNC).

## Geografía y población
Se divide en tres subdistritos: İskele, Mehmetçik y Yeni Erenköy. Su capital es Trikomo.
Este distrito abarca una extensión territorial de setecientos setenta y cuatro kilómetros cuadrados y alberga a una población de veintiún mil noventa y nueve habitantes, según cifras arrojadas por el censo del año 2006. La densidad poblacional es de aproximadamente diecisiete personas por kilómetro cuadrado.